# Сомерсет, Генри, 12-й герцог Бофорт
Генри Джон Фицрой Сомерсет (англ. Henry John FitzRoy Somerset; родился 22 мая 1952) — британский аристократ, 12-й герцог Бофорт с 2017 года (до этого носил титул учтивости маркиз Вустер), крупный землевладелец с владениями в Глостершире и Уилтшире.

## Биография
Генри Сомерсет принадлежит к одной из знатнейших семей Великобритании, которая является побочной ветвью королевской династии Плантагенетов и с 1682 года носит титул герцогов Бофорт. Он родился в 1952 году в семье Дэвида Сомерсета (впоследствии 11-го герцога) и его жены Кэролайн Джейн Тинн. Окончил Итонский колледж, с 1984 года носил титул учтивости маркиз Вустер, а после смерти отца в 2017 году унаследовал его земельные владения (главным образом в Глостершире и Уилтшире) и титул герцога.
Бофорт является участником рок-группы The Listening Device в качестве вокалиста и автора песен. Эта группа выступала на концерте Highclere Rocks в 2006 году вместе с Брайаном Ферри, Эриком Клэптоном и Роджером Уотерсом.

## Семья
В 1987 году Генри Джон Сомерсет женился на актрисе и защитнице окружающей среды Трейси Луизе Уорд (родилась в 1958), дочери Петера Уорда и Клэр Элеанор Баринг, внучке 3-го графа Дадли. В этом браке родились трое детей:
- лорд Роберт Генри Фицрой (20 января 1989), граф Гламорган (до 2017), маркиз Вустер (с 2017), наследник герцогского титула[3][4];
- леди Изабелла Эльза (3 августа 1992)[3][5];
- лорд Александр Лорн (19 ноября 1993)[3][6].

В 2018 году герцог развёлся и тут же женился во второй раз — на Джорджии Поуэлл (родилась в 1968), дочери продюсера Тристрама Поуэлла и внучке писателя Энтони Поуэлла.